# Gertrude Falkenstein
Gertrude Falkenstein, poi contessa di Schaumburg, principessa di Hanau e Horowitz (Bonn, 18 maggio 1803 – Praga, 9 luglio 1882), è stata la moglie morganatica di Federico Guglielmo d'Assia, l'ultimo elettore d'Assia-Kassel.

## Biografia
Gertrude era la figlia di Gottfried Falkenstein e Maria Maddalena Schulz. Suo padre era un farmacista di Bonn e morì giovane, dopo di che la madre si risposò.

## Primo matrimonio
Sposò il 29 maggio 1822 tenente prussiano Karl Michael Lehmann (1787 - 1882). Da questa unione nacquero due figli, che rimasero con lei anche dopo il divorzio e crebbero insieme ai figli del secondo matrimonio. In seguito Federico Guglielmo diede loro il titolo di barone.
- Otto (1823 - 1907), feldmaresciallo dell'impero austriaco;
- Edward (1827 - 1896), capitano di cavalleria prussiana.

Federico Guglielmo incontrò per la prima volta Gertrude durante i suoi studi a Bonn e convinse il tenente - dietro un pagamento - a ottenere il divorzio. La data di separazione non è nota. Lehmann, in seguito, si sposò altre tre volte.

## Secondo matrimonio
Il 26 giugno 1831 sì sposò con Federico Guglielmo d'Assia-Kassel. Con il matrimonio ricevette il titolo di contessa di Schaumburg e successivamente di Principessa di Hanau e di Horowitz, nel 1853.
La coppia ebbe nove figli, alcuni di loro nacquero prima del matrimonio, ed ereditarono il titolo della madre, cioè principi di Hanau, e venne loro concesso il trattamento di Altezza Serenissima nel 1862:
- Augusta Marie Gertrude (1829–1887), sposò nel 1849 Ferdinand Maximilian III Principe (Fürst) zu Isenburg-Büdingen a Wächtersbach (1824–1903). Furono i nonni della Principessa Sofia di Sassonia-Weimar-Eisenach.
- Alexandrine (1830–1871), sposò nel 1851 il Principe Felix zu Hohenlohe-Oehringen (1818–1900)
- Frederich Wilhelm (1832–1889), si sposò morganaticamente due volte: nel 1856 con Auguste Birnbaum; e nel 1875 con Ludowika Gloede; i loro figlio furono Conti von Schaumburg, ma i discendenti post 1918 portano il titolo di Principe/ssa von Hanau.
- Moritz (1834–1889), sposò morganaticamente nel 1875 Anne von Lossberg; senza figli
- Wilhelm (1836–1902), si sposò prima nel 1868 (divorziò nel 1870) la Principessa Elisabetta, figlia di Giorgio Guglielmo, Principe di Schaumburg-Lippe; si sposò la seconda volta nel 1890 con la Contessa Elisabeth zur Lippe-Weissenfeld (1868–1952); senza figli
- Maria (1839–1917), sposò nel 1857 (divorziò nel 1872) il Principe Guglielmo d'Assia-Philippsthal-Barchfeld (1831–1890): a lei e ai suoi figli furono concessi i titoli di S.A.S. Principe/ssa di Ardeck dopo il divorzio.
- Karl (1840–1905), sposò nel 1882 la Contessa Hermine Grote; senza figli.
- Heinrich (1842–1917), sposò morganaticamente Martha Riegel
- Philipp (1844–1914), sposò morganaticamente Albertine Hubatschek-Staube.

## Ultimi anni e morte
Nel 1867 suo marito, che l'anno prima aveva perso il suo regno, entrò nell'esercito austriaco e vissero nel Castello Hořovice e a Praga. Federico Guglielmo morì il 6 gennaio 1875. Gertrude visse dopo la morte del marito a Praga.

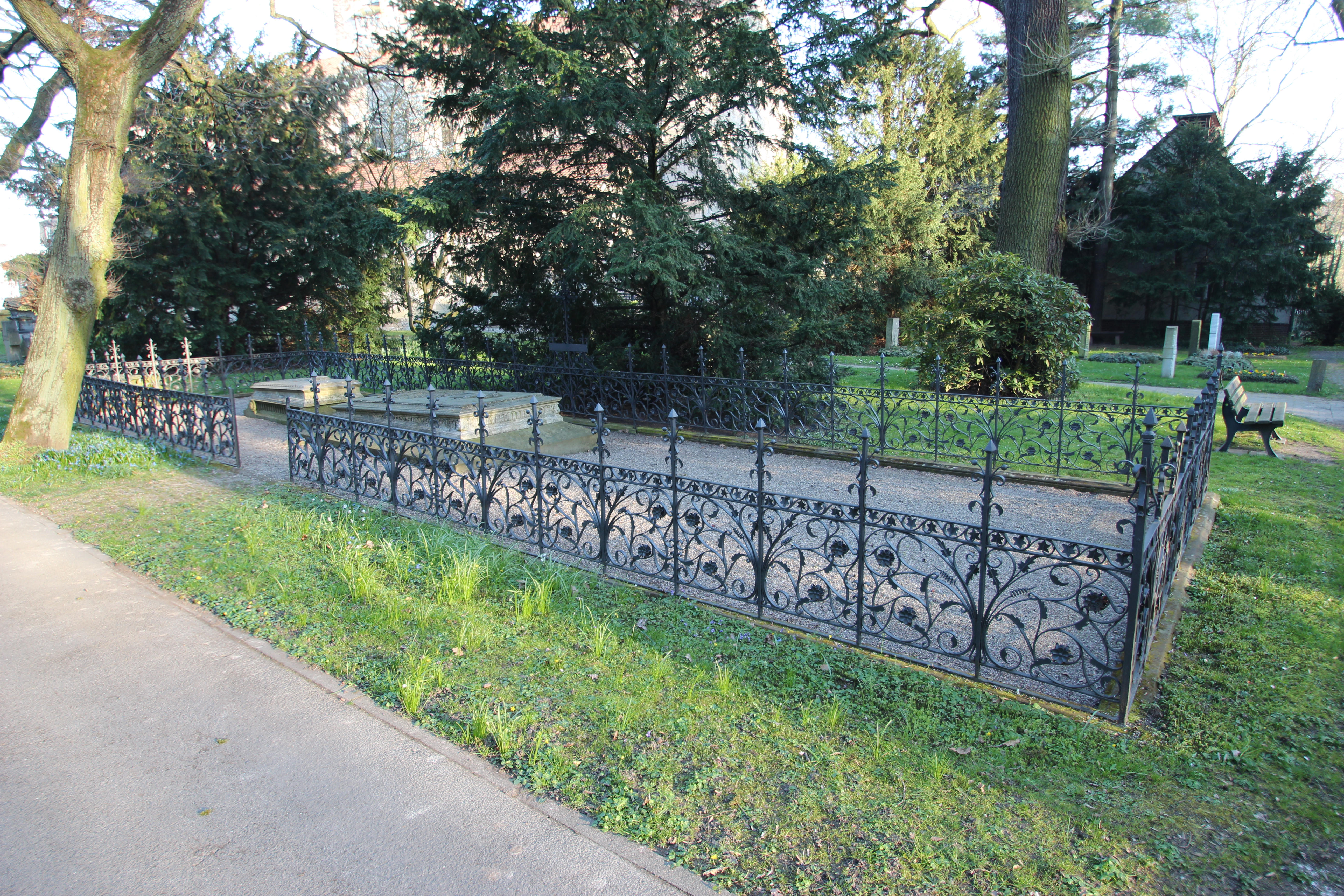
Tomba di Gertrude nel cimitero principale di Kassel

La principessa morì nel 1882 e fu sepolta nel cimitero principale di Kassel.